# Перрелла, Барбара
Ба́рбара «Барб» Перре́лла (англ. Barbara "Barb" Perrella, урожд. Ба́рбара «Барб» По́льски, англ. Barbara "Barb" Polski; род. 1975, Верджиния, Миннесота) — американская кёрлингистка.

## Достижения
- Чемпионат мира по кёрлингу среди женщин: серебро (1999).
- Чемпионат США по кёрлингу среди женщин: золото (1986), серебро (1987).

## Команды
| Сезон   | Четвёртый         | Третий         | Второй            | Первый            | Запасной                         | Турниры                        |
| ------- | ----------------- | -------------- | ----------------- | ----------------- | -------------------------------- | ------------------------------ |
| 1985—86 | Джеральдин Тилден | Линда Барнесон | Барб Польски      | Барб Гацмер       |                                  | ЧСШАЖ 1986 · ЧМ 1986 (7 место) |
| 1986—87 | Барб Польски      | Margie Smith   | Sally Barry       | Julie Carlson     |                                  | ЧСШАЖ 1987                     |
| 1990—91 | Margie Smith      | Барб Польски   | Lori Fisher       | Sally Barry       |                                  | ЧСШАЖ 1991 (??? место)         |
| 1992—93 | Барб Перрелла     | Карен Лекселл  | Linda Christensen | Cyndee Johnson    |                                  | ЧСШАЖ 1993 (??? место)         |
| 1994—95 | Барб Перрелла     | Карен Лекселл  | Cyndee Johnson    | Linda Christensen |                                  | ЧСШАЖ 1995 (??? место)         |
| 1995—96 | Барб Перрелла     | Карен Лекселл  | Cyndee Johnson    | Linda Christensen |                                  | ЧСШАЖ 1996 (??? место)         |
| 1998—99 | Патти Ланк        | Эрика Браун    | Эллисон Дарра     | Трейси Сэчен      | Барб Перрелла тренер: Стив Браун | ЧМ 1999                        |
| 2000—01 | Shellan Reed      | Барб Перрелла  | Patti Luke        | Pam Cavers        |                                  | ЧСШАЖ 2001 (4 место)           |
| 2003—04 | Патти Ланк        | Эрика Браун    | Николь Джоренстед | Натали Николсон   | Барб Перрелла Стив Браун         | ЧМ 2004 (4 место)              |

(скипы выделены полужирным шрифтом)